# The Battle for Wesnoth
Battle for Wesnoth è un videogioco strategico a turni multipiattaforma, programmato in C++.
Il gioco è un software libero con licenza GNU GPL, e funziona in ambiente AmigaOS 4, BeOS, FreeBSD, Linux, macOS, NetBSD, OpenBSD, Solaris e Windows.

## Modalità di gioco
Battle for Wesnoth è ambientato in uno scenario fantasy, in cui i giocatori possono preparare le proprie armate scegliendo vari tipi di combattenti fra varie razze come elfi, nani o troll. È un gioco strategico a turni che usa un campo di gioco formato da una griglia esagonale in cui si possono combattere campagne per i giocatori singoli e sfide multigiocatore.
Ogni unità ha punti di forza e debolezze caratteristiche. La difesa di un'unità è basata unicamente sul tipo di terreno su cui si trova, quindi il posizionamento delle unità sul territorio è particolarmente importante.
I diversi tipi di attacco (come corpo a corpo o a distanza), i tipi di danno (come lama, perforazione, impatto, freddo, fuoco e esoterico), ed il ciclo notte-giorno che favorisce alternativamente le unità legali o caotiche aggiungono profondità alla strategia. Durante la campagna le unità possono essere promosse a versioni di più alto livello e diventare più potenti. Parte del divertimento del gioco è lo sviluppo di un esercito di unità avanzate da effettuare durante le campagne.
Grande importanza rivestono i villaggi sparsi sul campo di battaglia, che forniscono l'oro necessario a reclutare e mantenere le truppe: per trionfare bisogna saper gestire le risorse

### Le fazioni

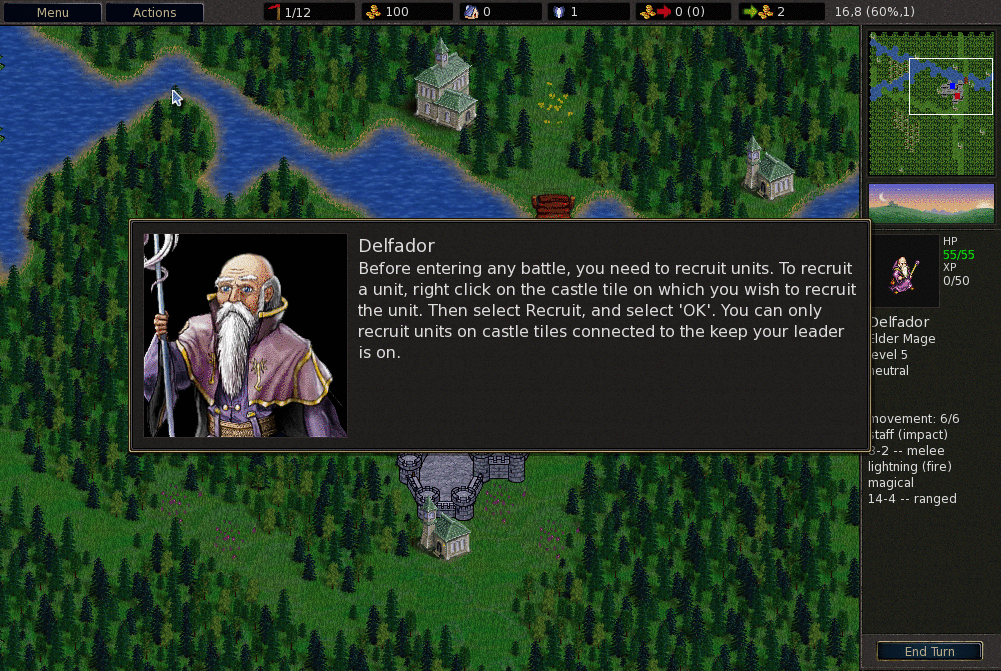
Istruzioni dal tutorial della versione 0.9.6.

Negli scenari multigiocatore è possibile scegliere di giocare con una di sette fazioni.
- I Ribelli sono una fazione composta da elfi e dai loro vari alleati che abitano le foreste. Prendono il nome sin dal tempo de "L'Erede al Trono", quando diedero inizio a una ribellione nei confronti della regina Asheviere. Gli elfi sono una razza magica, maestra di tiro con l'arco e dotata di una vita più lunga di quella di un umano. In armonia con la natura, gli elfi hanno come alleati i maghi umani, alcuni nereidi e i wose. I Ribelli si avvantaggiano, in termini difensivi, delle zone boscose e sono maestri negli attacchi a distanza. Gli elfi e i maghi rossi sono neutrali, mentre i wose, i nereidi e i maghi sono legali.
- L'Alleanza di Knalga è una fazione composta da nani e dai loro alleati fuorilegge umani. I primi sono una razza antica che vive sottoterra e annovera tra le sue file valorosi guerrieri, sebbene piccoli di statura. I secondi sono degli umani respinti dalla loro stessa razza, in quanto socialmente non accettati, e diventati alleati a causa dei nemici in comune. Questa miscela di razze porta a una combinazione di nani tozzi e corazzati, molto abili in determinati tipi di terreno, e umani che invece si destreggiano bene sugli altri tipi di terreno. I nani sono neutrali, mentre i fuorilegge caotici.
- I Lealisti sono una fazione composta da umani, nereidi e ogre che sono fedeli al trono di Wesnoth. I primi sono una razza versatile che può specializzarsi in molti modi differenti. Allo stesso modo, i Lealisti sono altrettanto versatili nelle battaglie in mischia, supportate egregiamente dagli attacchi a distanza di arcieri e maghi. Gli ogre e i maghi rossi sono neutrali, mentre tutte le altre unità sono legali.
- La Gente del Nord è composta da orchi e dai loro alleati che vivono nella parte settentrionale del Grande Continente, da cui proviene il loro nome. Essa è quindi composta, oltre che dagli orchi, dagli schiavi goblin, dai troll e dai sinuosi naga. Tutti loro rendono al meglio avvantaggiandosi del basso costo e dagli alti punti ferita. I naga sono neutrali, tutti gli altri caotici.
- I Non-morti sono una fazione formata da creature non morte, solitamente accompagnate da pipistrelli e da umani che praticano le arti oscure. Spesso, questi adepti oscuri sono le unità che procurano i danni maggiori nella fazione, ma sono i più vulnerabili. L'addestramento in questa proibita e malvagia forma di magia ha sostanzialmente consumato tutta la loro energia vitale e, in pratica, non riescono ad avere alcun tipo di attacco in mischia. I non-morti sono una fazione molto aggressiva e, di notte, anche la più potente.
- I Draghi sono una fazione composta da draghi e dai loro alleati sauri. I primi discendono dai dragoni, ma sono di taglia minore, i secondi sono decisamente più piccoli e hanno una diversa ascendenza. Con la loro unione, i Draghi possono contare su una grande mobilità al costo di una difesa ridotta, cosa che porta allo sviluppo di tattiche inusuali. I draghi sono legali, i sauri caotici.
- Il Califfato, introdotto nella versione 1.12.0, è composto da uomini provenienti dal deserto e dalle colline meridionali, e dai falchi. Esso ha preferito specializzarsi nell'utilizzo del terreno per coordinare attacchi all'alba e al tramonto. Tra i loro ranghi trovano posto curatori, combattenti di mischia infallibili e terribili arcieri a cavallo. Sebbene il Califfato tenda a essere più costoso dei Lealisti, compensa con la sua alta mobilità, specialmente sui terreni collinosi. Gli uomini delle dune sono legali e liminali, i falchi neutrali.

Gli utenti posso creare nuove fazioni definendone le caratteristiche tecniche e grafiche. Queste fazioni sono scaricabili quali estensioni del gioco.

### Razze
Nel gioco esistono varie razze: alcune principali, con molte unità e che vengono approfondite nelle trame delle campagne e altre secondarie, che spesso sono alleate delle principali. Per via della sua natura open source è possibile per chiunque sviluppare nuove razze e unità, queste ultime possono variare anche da campagna a campagna.

### Campagne

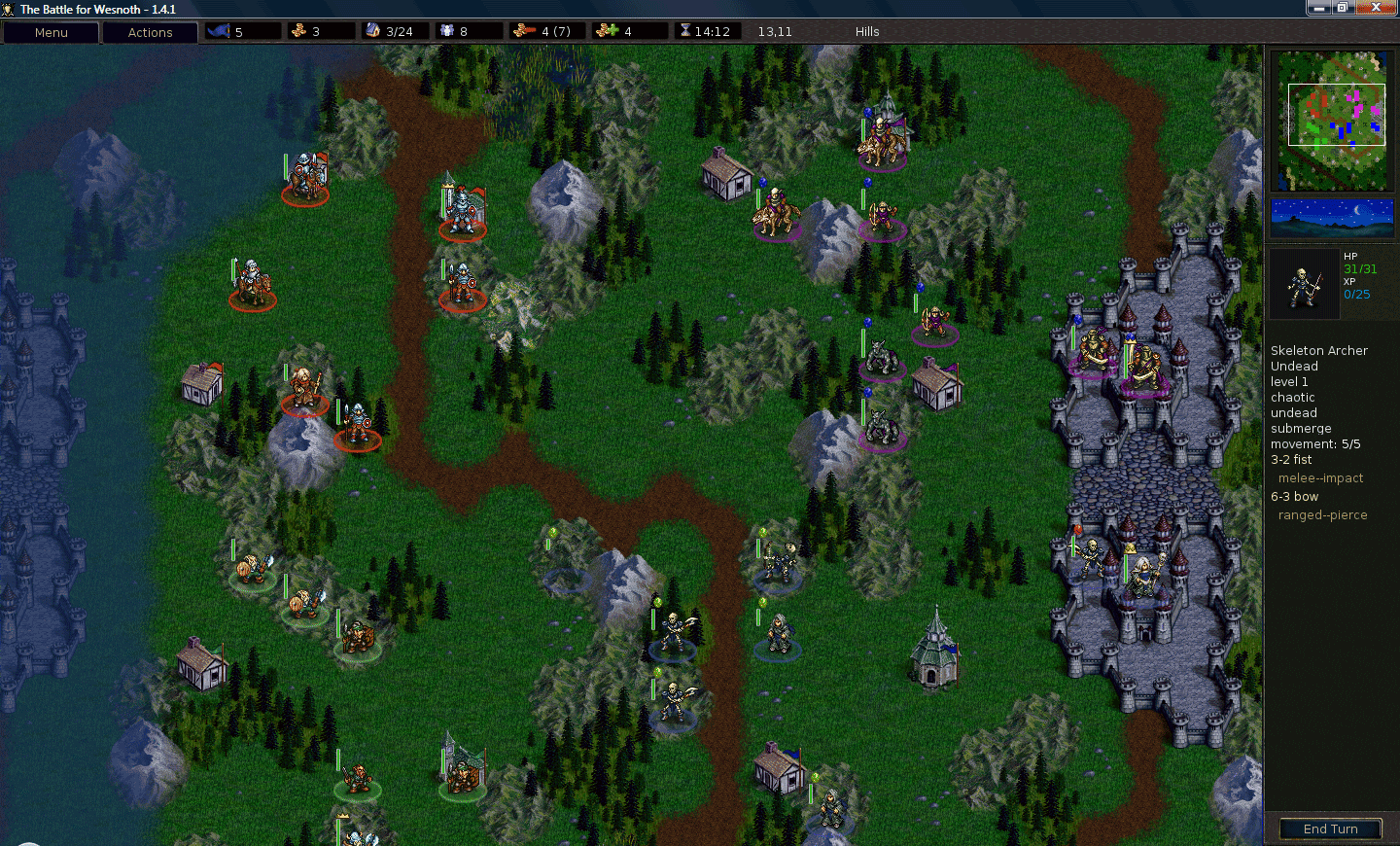
Schieramento di forze nella versione 1.4.1

Queste campagne sono distribuite assieme al gioco.
Battle for Wesnoth viene attualmente distribuito con alcune campagne, ciascuna disponibile in tre livelli di difficoltà. Altre campagne, comprese alcune sviluppate da altri utenti, si possono reperire premendo il pulsante "Multigiocatori" che si connette ad un server delle campagne.
- L'alba di Wesnoth: questa campagna narra della fondazione di Wesnoth da parte di Haldric, il suo primo re. È composta da 24 scenari.
- Un'incursione orchesca : Il personaggio principale è l'elfo Erlornas che, col suo esercito di elfi e maghi, fronteggia i primi orchi giunti nel Grande Continente. È composta da 7 scenari. N.B.: questa campagna è stata rimossa da quelle canoniche, ma è ancora scaricabile dal server.
- La leggenda di Wesmere: Il personaggio principale è l'elfo Kalenz, che deve guidare il suo popolo contro l'invasione degli orchi. È composta da 18 scenari.
- I segreti degli antichi: La protagonista è la negromante Ardonna, in seguito affiancata da Ras-Tabahn nella ricerca della vita eterna. È composta da 21 scenari.
- Lo Scettro di Fuoco: questa campagna narra le vicende della costruzione dello Scettro di Fuoco da parte dei nani. È composta da 9 scenari.
- Racconto di due fratelli: un mago malvagio rapisce Baran, il fratello del cavaliere Arvith, che si getta all'inseguimento per salvare il fratello. È composta da 4 scenari.
- Discesa nell'oscurità: Il protagonista è l'apprendista negromante Malin Keshar che, istruito da Darken Volk, ha come unico obiettivo lo sterminio degli orchi che hanno rovinato la sua vita. È composta da 12 scenari.
- Le memorie di Delfador: Racconta i fatti che hanno portato Delfador ad essere il grande mago della campagna L'Erede al Trono. È composta da 19 scenari.
- Libertà: Il protagonista è il fuorilegge Baldras, affiancato dal nipote Harper nel tentativo di scalzare dal trono l'usurpatrice Asheviere. È composta da 9 scenari.
- L'erede al trono: narra la storia del principe ereditario Konrad che, dopo essere stato allevato dagli Elfi, lotta con l'aiuto del mago Delfador contro la malvagia regina Asheviere, diventata tale dopo l'uccisione del re Garard II, suo marito, durante una battaglia con gli orchi. Konrad, unico sopravvissuto tra gli eredi del re Garard, deve prima combattere contro l'esercito della regina - formato da orchi- con l'aiuto degli Elfi, poi contro Li'sar, figlia di Asheviere e comandante del vero e proprio esercito di Wesnoth, formato da uomini. Dopo molte vicende, Li'sar si unirà a Konrad in qualità di nuova erede al trono (secondo la decisione del consiglio degli Elfi) e insieme riusciranno a sconfiggere Asheviere, diventando regina e re di Wesnoth. La campagna ha in tutto 23 scenari.
- La rinascita del Nord: il popolo di Porte dei Nani, capitanato dal contadino Tallin, si ribella agli orchi innescando una serie di eventi che porteranno al riscatto delle terre del Nord. È composta da 13 scenari.
- Il Martello di Thursagan: I protagonisti sono i nani Aiglondur e Angarthing, i quali indagano sulla misteriosa sparizione dei nani di Kal Kartha. È composta da 11 scenari.
- La Guardia del Sud: Deoran, un giovane cavaliere è inviato a prendere il comando della Guardia del Sud. È composta da 8 scenari.
- L'invasione dall'est: nota anche come la campagna dei lealisti, il protagonista è Gweddry, un ufficiale dell'esercito di Wesnoth che deve salvare la patria dall'invasione dei non-morti. È composta da 16 scenari.
- Acque Morte: in questa campagna il giocatore si ritroverà nei panni del giovane Kai Krellis, ultimo re dei nereidi, intento nella sua lotta contro i non-morti. È composta da 10 scenari.
- Il figlio di Occhionero: Il protagonista è Kapou'e, un capoclan orco che deve salvare il suo popolo dagli umani. È considerata generalmente la campagna più difficile degli scenari ufficiali ed è composta da 18 scenari.
- Sotto i soli roventi: questa campagna si svolge in un distante futuro di Wesnoth, e segue le vicende di una tribù di elfi del deserto, capitanata da Kaleh, in cerca di una nuova patria. È composta da 10 scenari.

### Estensioni
Dall'interfaccia del gioco è possibile collegarsi al server e scaricare estensioni al gioco. Le estensioni possono essere campagne, fazioni, mappe, musiche realizzate liberamente e rese disponibili a tutti i giocatori.

## Sviluppo
Sebbene Battle for Wesnoth sia il prodotto di molti programmatori, artisti e progettisti di livelli, in origine fu progettato nel luglio 2003 da David White, australiano trasferitosi negli Stati Uniti, che attualmente svolge la funzione di capo progetto.  White ha basato Wesnoth sui giochi per Sega Mega Drive Master of Monsters e Warsong (noto anche come Langrisser). Il suo obiettivo era di creare un gioco di strategia open source con regole molto semplici, ma con una AI molto elaborata, che fosse al tempo stesso divertente e stimolante.
La filosofia centrale dello sviluppo di Battle for Wesnoth è il principio KISS; perché un'idea venga accettata, non deve complicare la modalità di gioco.
Nell'ottobre 2005 il gioco ha raggiunto la versione 1.0. Nel dicembre 2006 il programma è giunto alla versione 1.2 che offre molte migliorie grafiche e di giocabilità. Nel marzo 2008 il programma è giunto alla versione 1.4 con molte nuove campagne ufficiali, nuove musiche di sottofondo, e migliorie nell'usabilità e nella modalità multigiocatore. Nel marzo 2009 il programma è giunto alla versione 1.6 con una nuova campagna ufficiale, una grafica migliorata, un'evoluzione del linguaggio per creare scenari, campagne ed ere.  Nell'aprile 2010 il programma è giunto alla versione 1.8 con una nuova campagna ufficiale, nuove funzionalità di gioco in multiplayer ed è migliorata l'IA del gioco. Nel gennaio 2012 il programma è giunto alla versione 1.10, con una nuova campagna, miglioramenti estetici e sonori, nuove mappe multigiocatore, e l'introduzione dei piani di battaglia.